# Smolianínovo
Smolianínovo (en rus: Смоляниново) és un poble (un possiólok) del krai de Primórie, a l'Extrem Orient de Rússia, que en el cens del 2010 tenia 6.715 habitants.